# العلاقات الروسية البوليفية
أقيمت العلاقات الدبلوماسية بين بوليفيا والاتحاد السوفيتي في 18 أبريل /نيسان عام 1945. وفي عام 1969 افتتحت في كلا العاصمتين السفارتان. واعترفت بوليفيا في 27 ديسمبر/كانون الأول عام 1991 بروسيا كونها وارثة لحقوق الاتحاد السوفيتي.

## التعاون الاقتصادي
قد وضع أساس للتعاون الاقتصادي في شهر نوفمبر/تشرين الثاني عام 2002 حين جرت أول زيارة لبوليفيا من قبل وفد رجال الأعمال الروس الرفيع المستوى في فترة ما بعد السوفيت. ونوقشت خلال المباحثات آفاق التعامل في مجال استخراج النفط والغاز والطاقة الكهربائية وصناعة التعدين والتنقيب الجيولوجي وصناعة المعادن غير الحديدية والنقل والزراعة.
وما زال مستوى التبادل السلعي في الوقت الحاضر ضئيلا، حيث يولف نحو 5 ملايين دولار سنويا. وتصدر بوليفيا إلى روسيا بضاعة مثل خام القصدير والبن والفواكه. اما الصادرات الروسية إلى بوليفيا فتتمثل بالماكنات والسيارات ووسائل النقل والكومبيوترات والمحركات والمولدات الكهربائية وأجهزة القياس والعدادات.

## التعاون في مجال الطاقة
تم في ديسمبر/كانون الأول عام 2007 توقيع مذكرة التفاهم التي تقضي بتطويرالتعاون في مجال النفط والغاز. وفي سبتمبر/ أيلول عام 2008 تم توقيع اتفاقية بين بوليفيا وشركة «غازبروم» الروسية وشركة «توتال» الفرنسية حول الاستخراج والتنقيب المشتركين للغاز الطبيعي. ومن المحتمل توظيف استثمارات في إطار المشروع بمقدار 4.5 مليار دولار. وفي ديسمبر/كانون الأول عام 2008 أجرى سؤول افالوس وزير النفط والغاز والطاقة البوليفي، الذي شارك في منتدى الدول المصدرة للغاز الذي عقد في موسكو، أجرى مباحثات تم في نتيجتها التوصل إلى تقديم الدعم الروسي لبوليفيا في تأسيس معهد البحوث العلمية في مجال الغاز الطبيعي. وقد وقعت شركة «غازبروم» الروسية وشركة "YPFB" الحكومية البوليفية مذكرة تفاهم حول وضع المخطط العام الخاص بتطوير قطاع الغاز في بوليفيا حتى عام 2030. وقد ناقشت ادارتا شركتي «غازبروم» الروسية وشركة "YPFB" الحكومية البوليفية الوضع القانوني للاعمال الخاصة باستخراج النفط والغاز في حقل «اسيرو» وإمكانية الانضمام إلى رأسمال المساهمة لشركة «بيترو أندينا» البوليفية الفنزويلية. وبالإضافة إلى ذلك فان شركة «تكنو بروم اكسبورت» الروسية الكبرى تبدي اهتماما بإنشاء المحطات الكهرومائية في بوليفيا.

## اتجاهات التعاون المستقبلية
وبالإضافة إلى الطاقة هناك آفاق للتعاون في مجال صناعة التعدين وصناعة الصلب والحديد، وكذلك في القطاع الزراعي. وتحتاج بوليفيا إلى أنواع من الآلات الزراعية. وتبدي بوليفيا بصورة خاصة اهتماما بالجرارات الروسية وتعرب عن استعدادها لتخصيص موقع خاص بتجميعها في البلد.
وتهتم بوليفيا شأنها شأن غيرها من دول أمريكا اللاتينية بالتعاون العسكري التقني مع روسيا. كما تعتبر التعاون مع وزارة الطوارئ الروسية امرا ملحا لها، إذ ان التغلب عواقب الحوادث الطبيعية المحلية يتطلب وجود معارف وخبرات يمتلكها الخبراء الروس. ومن المحتمل ان توقع مستقبلا اتفاقية التغلب على عواقب الحوادث الطبيعية وغيرها من الحوادث. وقد توفرت خبرات في هذا المجال حيث أوصلت وزارة الطوارئ الروسية في مارس/آذار عام 2008 35 طنا من الإمدادات الإنسانية للمناطق التي اجتاحتها الفيضانات.